# Софія Раллі
Софія Раллі (грец. Σοφία Ράλλη, 4 березня 1988, Науса, Греція) — грецька гірськолижниця, яка спеціалізується в гігантському слаломі.
Представляла Грецію на зивомих Олімпійських іграх 2010 у Ванкувері.